# تصمیم‌گیری
تصمیم‌گیری به فرایندهای ذهنی (شناختی) گفته می‌شود که به انتخابِ یک اقدام در میان اقدامات جاری یا جایگزین آن اقدامات می‌انجامند.
تصمیم‌گیری در دو نوع تجویزی و توصیفی تعریف می‌گردد. تصمیم‌گیری یک عمل مهم در زندگی است. دنیل کانمن برنده جایزه نوبل علم اقتصاد در سال ۲۰۰۲ میلادی، در کتاب خود تحت عنوان فکر کردن، سریع و آهسته به بررسی جنبه‌های توصیفی تصمیم‌گیری پرداخته‌است.

## انواع تصمیم‌گیری
تصمیم‌گیری را بر اساس فاکتورهای گوناگونی می‌توان تقسیم‌بندی نمود، ولی به‌طور کلی می‌توان از سه دیدگاه زمان، پیچیدگی و میزان تفکر بر آن نگاه کرد که هر یک از این سه دسته خود شامل مواردی به شرح زیر می‌باشند:
بر اساس زمان
- فوری
- تأخیری
- تقدیری

بر اساس پیچیدگی
- ساده
- پیچیده

بر اساس میزان تفکر
- احساسی
- منطقی
- مشارکتی

انواع تصمیم‌های مدیریتی را می‌توان به عادی، اضطراری، راهبردی و عملیاتی تقسیم کرد.

## الگوی کلاسیک بهترین طرز تصمیم‌گیری
- تحلیل موقعیت یا مسئله
- شناسایی چند راه حل مناسب
- انتخاب راه حل مناسب
- در میان گذاشتن راه حلِّ مناسب با مخاطبان
- تجزیه و تحلیل نتایج ناشی از راه حل